# مارتا کلمن
مارتا کلمن (مجاری: Márta Kelemen؛ زادهٔ ۱۷ سپتامبر ۱۹۵۴) ژیمناست هنری اهل مجارستان است.
وی در مسابقات کشوری و بین‌المللی در مجموع برندهٔ ۱ مدال برنز شده‌است.